# Blokflauta
Blokflauta je drveni puhački instrument. Za proizvodnju zvuka, glava sadrži jezgru (koja se naziva blok) izrađenu od drva ili plastike, koja ostavlja slobodnim samo uski otvor (procjep jezgre). Zbog oblika usnika (najčešći, manji se tipovi) ove vrste flaute nazivaju i “kljunaste”. Blokflaute su veća obitelj instrumenata s vrstama svirala u svim visinama, od kojih je većina ugođena u C ili F.
Oblik blokflaute koji se svira s dvije ruke koji je danas uobičajen seže do srednjovjekovnog tipa instrumenta, koji pak potječe iz raznih starijih tipova flauta. Najkasnije od kasnog srednjeg vijeka blokflauta se može identificirati kao jedan od najvažnijih drvenih puhačkih instrumenata. Poseban procvat instrument je doživio u baroknoj glazbi, kada su napravljene neke tehničke prilagodbe dizajna kako bi se povećao tonski raspon i postigao svjetliji, jasniji zvuk. Oko sredine 18. stoljeća, međutim, blokflautu je uglavnom zamijenila poprečna flauta, ne samo zato što se potonja, svojim glasnijim zvukom, mogla bolje akustički nametnuti u većim orkestrima. Tek početkom 20. stoljeća dolazi do ponovnog otkrivanja  blokflaute, s jedne strane u području povijesne izvedbene prakse renesansne i barokne glazbe, a s druge strane u pokretu mladih i glazbenom obrazovanju. Međutim, od tada su za instrument stvorene i nove skladbe u različitim žanrovima.

## Vanjske poveznice
|  | Zajednički poslužitelj ima još gradiva o temi Blokflauta |